# 亚拉斯
亚拉斯是巴西圣保罗州的一个市镇。总面积401.371平方公里，总人口4777人，人口密度11.9人/平方公里。